# Левата (Мантова)
Левата је насеље у Италији у округу Мантова, региону Ломбардија.
Према процени из 2011. у насељу је живело 3377 становника. Насеље се налази на надморској висини од 24 м.